# Central termoeléctrica Termopacífico

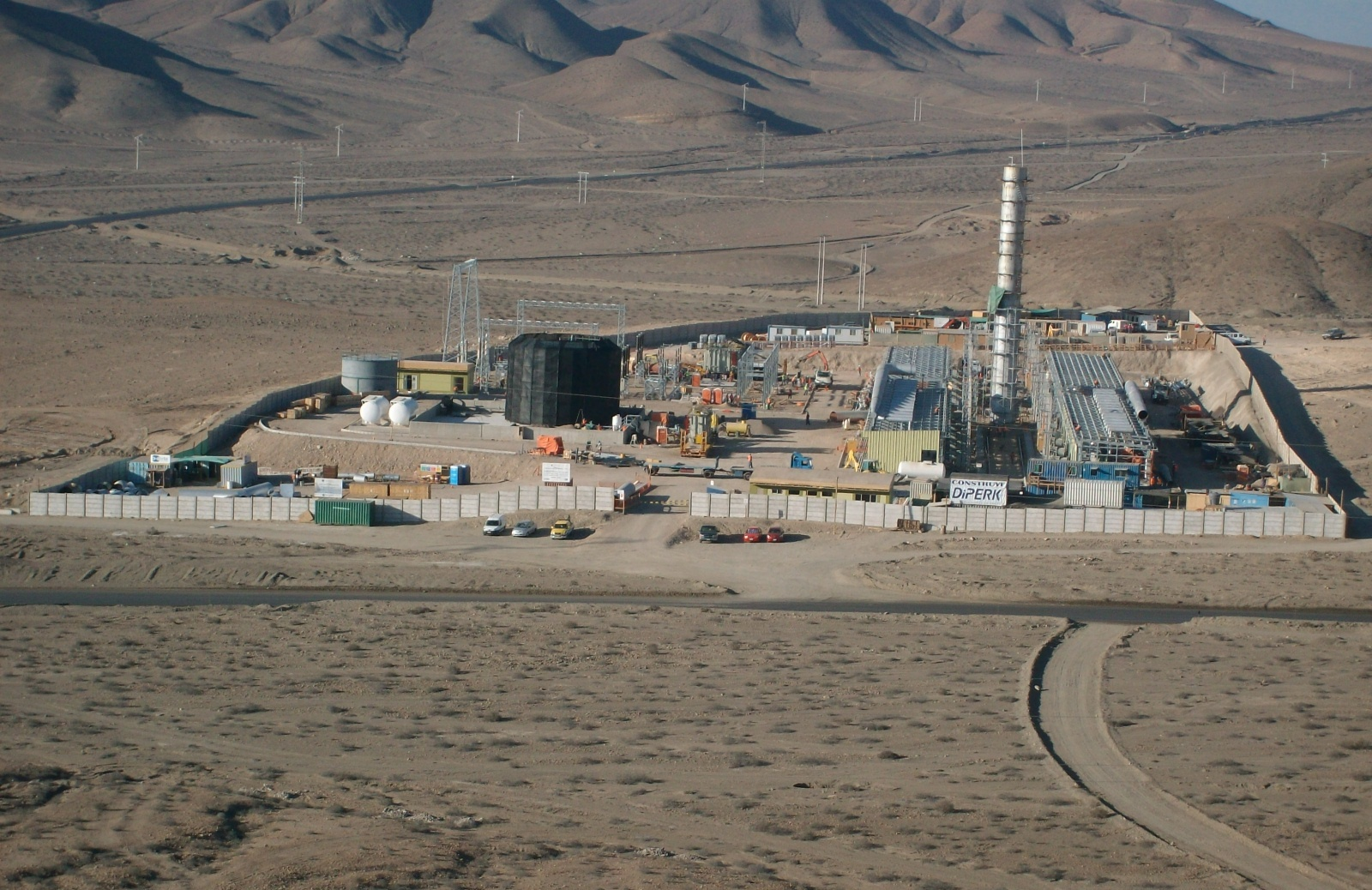
Central Termopacífico en construcción.

La central termoeléctrica Termopacífico se encuentra en Chile en la región de Atacama ubicada a 17 Kilómetros al sur de Copiapó. 
La central ocupa una superficie total de 2,8 hectáreas. Está conformada por 60 motores cuya potencia total es de 120 MVA, cuya licitación fue ganada por Diperk. Estos alcanzan una potencia máxima en 15 minutos. A plena carga consume 20 mil litros de petróleo diesel 2 por cada hora de generación. 
La central se encuentra conectada al sistema SIC en la barra de 220 kV de la subestación Cardones de Transelec.
- Datos: Q6142832